# Emil Orlik
Pour les articles homonymes, voir Orlik.
Emil Orlik, né le 21 juillet 1870 à Prague (Bohême, Empire austro-hongrois) et mort le 28 septembre 1932 à Berlin, est un peintre, graveur, lithographe et illustrateur d'origine tchécoslovaque, qui travailla essentiellement à Berlin.

## Biographie
Emil Orlik est né à Prague, alors partie de l'Empire austro-hongrois, fils d'un tailleur, Moritz Orlik (1832-1897), et d'Anna Stein. De 1889 à 1893, il est étudiant à Munich, d'abord comme élève privé du peintre  Heinrich Knirr, puis en intégrant l'académie des beaux-arts de Munich. En 1894, il revient s'installer à Prague et y ouvre un atelier.
En 1899, il devient membre de la Sécession viennoise (Sezessionsstil), qu'il quitte en 1905. Influencé par l'art japonais, il se rend en Asie en mars 1900, faisant escale à Hong Kong, avant d'arriver au Japon, où il séjourne jusqu'en février 1901 pour apprendre les techniques de la gravure sur bois.
En 1904, il s'installe à Vienne. Il collabore à la revue viennoise Ver sacrum et compose de nombreuses affiches lithographiées.
À partir de 1905, il est nommé professeur à la Meisterschule für Graphik und Buchgewerbe, branche rattachée à l'université des arts de Berlin. Il succède à la classe d'Otto Eckmann qui l'avait choisi comme successeur, ce qui lui permet de s'installer à Berlin un an plus tard. Parmi ses élèves figurent George Grosz, Rolf Hirschland, Hannah Höch, Oskar Nerlinger, Josef Fenneker. 
Il rejoint le Deutscher Künstlerbund.
En 1906, Orlik devient membre de la Sécession berlinoise et participe à leurs expositions. De 1922 à 1932, il est membre de l'Académie prussienne des arts.
Berlin demeure sa ville de résidence jusqu'à sa mort. Tous les ans, il se rend dans le sud de l'Europe, en France et en Suisse. En 1912, il effectua un deuxième voyage prolongé en Asie, qui le conduisit en Chine, en Corée et au Japon.

## Œuvre
Orlik a principalement travaillé comme dessinateur et producteur d'images sous la forme de gravures à l'eau-forte et  de gravures sur bois. On trouve un grand nombre de portraits de ses contemporains : Henrik Ibsen, Bernhard Pankok, Gustav Mahler, Hermann Bahr, Max Klinger, Jakob Wassermann, Otto Dix, Käthe Kollwitz, Thomas Mann, Albert Einstein, Alfred Döblin ou encore Rainer Maria Rilke, qu'il a connu de Prague en 1896. 
« Les thèmes et motifs de son œuvre sont profondément enracinés dans le milieu petit-bourgeois et rural de leurs régions respectives... Ainsi, sont explorés, tour à tour, folklore, vie à la campagne, particularismes, la ville et ses habitants, l'exotisme, les terres lointaines de l'Extrême Orient ».
La revue d'art Pan a publié en 1897 des gravures d'Orlik, notamment une reproduction de l'affiche Die Weber de Gerhart Hauptmann. Dans une lettre, datée du 13 septembre 1897, Hauptmann mentionne la reproduction de son affiche dans cette revue, et considère celle-ci comme « la pierre angulaire de l'affiche sociale allemande ».
De 1897 à 1901, le magazine Jugend a reproduit à plusieurs reprises des images et des peintures d’Orlik, ainsi que la revue britannique The Dome.
Profondément marqué par le japonisme, ses deux voyages, d'abord au Japon puis en Chine, et l'art du maître Kanō Tomonobu (en) (1843-1912), Orlik collectionnait les objets d'Extrême Orient. Il participa en tant que consultant et prêteur à la grande exposition Japan und Ostasien in der Kunst organisée à Munich en 1909.

Choix d'œuvres d'Emil Orlik
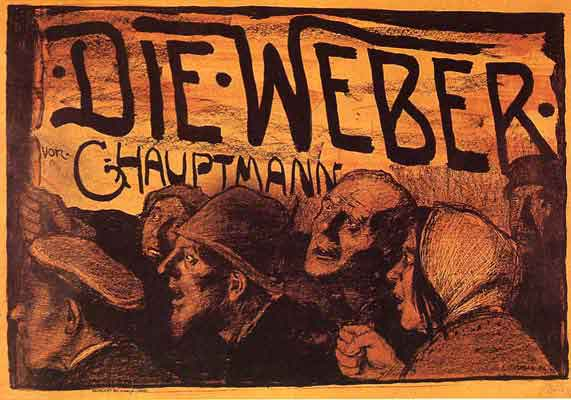
Affiche lithographique pour la pièce Die Weber de Gerhart Hauptmann (1897).
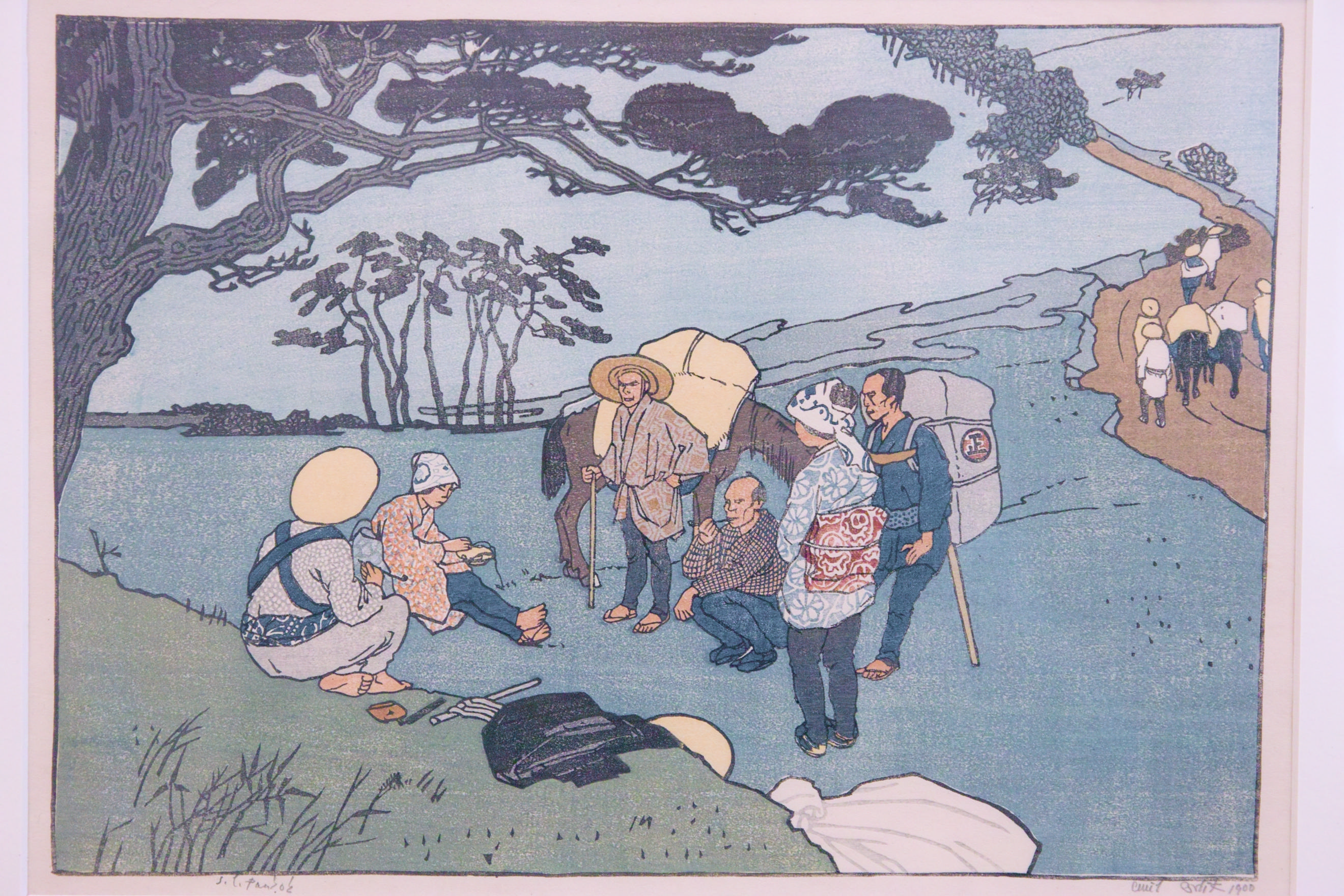
Une halte en montagne (1900), gravure sur bois.
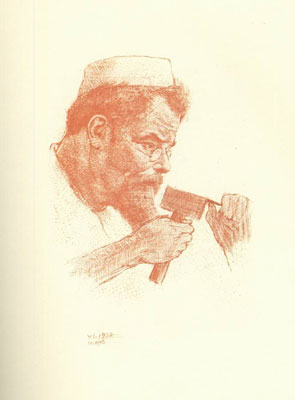
Portrait de Max Klinger (1902), estampe.
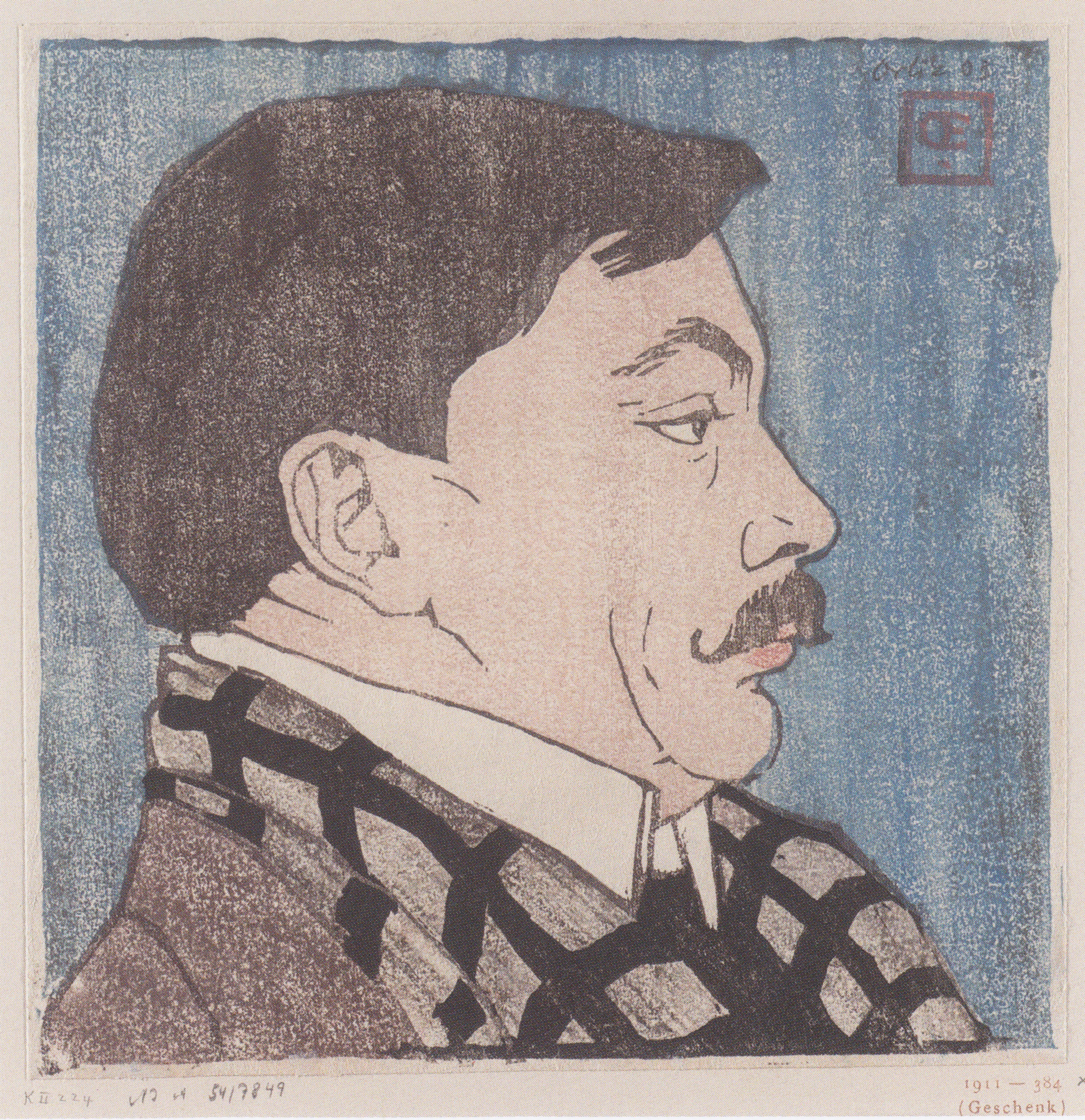
Koloman Moser (1903), gravure sur bois.
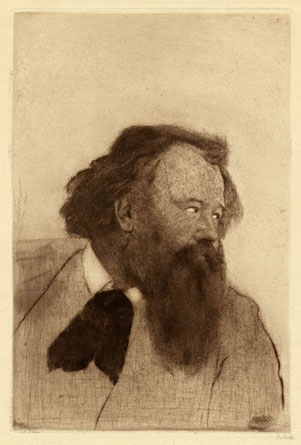
Portrait d'Hermann Bahr (1904), aquatinte et roulette.
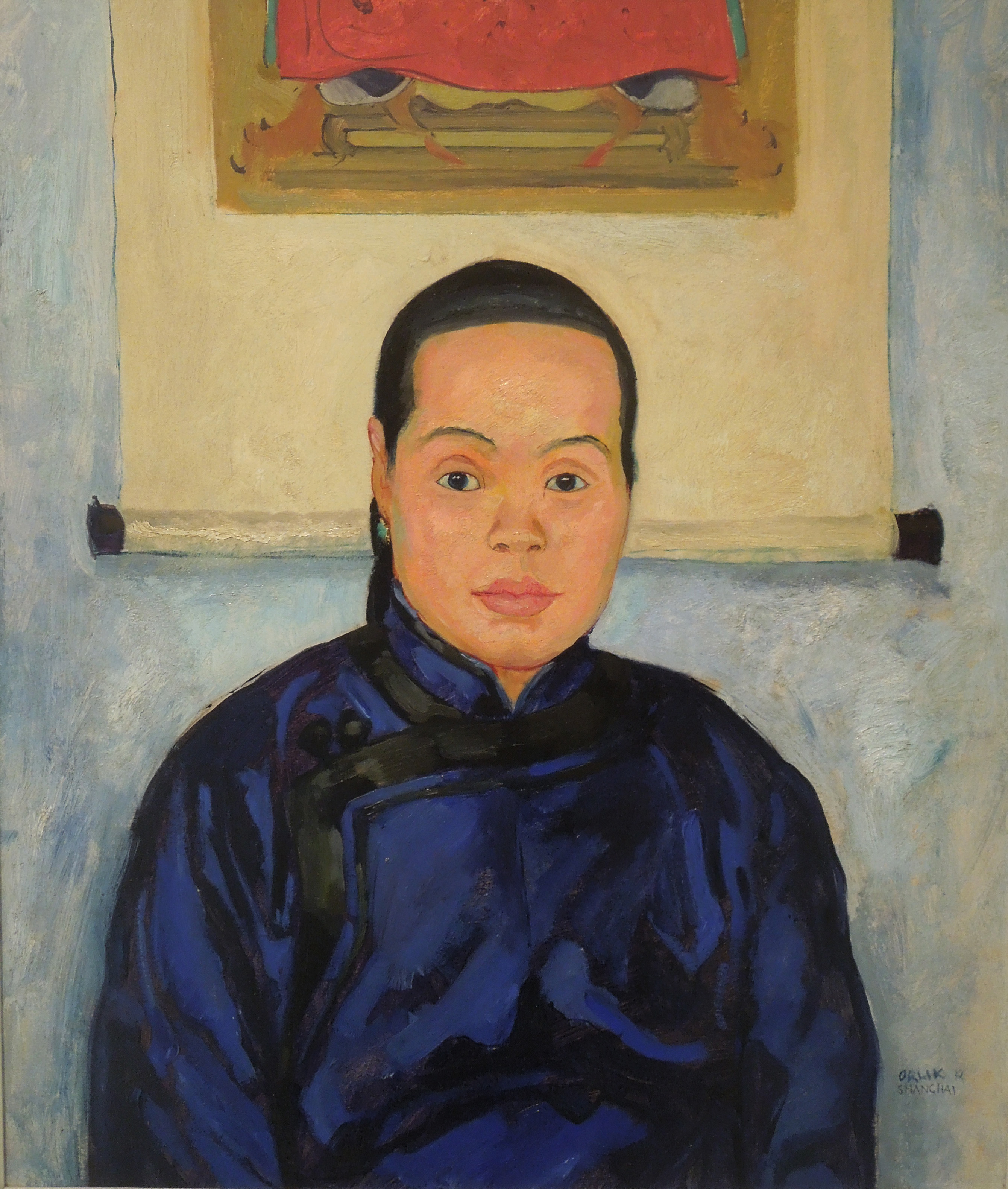
Une Chinoise (1912), huile sur toile, Prague, Veletržní palác.